# Vladimir Gusev
Vladimir Nikolajevitj Gusev (russisk Владимир Николаевич Гусев, født 4. juli 1982, Nisjnij Novgorod) er en russisk tidligere professionel cykelrytter.
En af hans bedste præstationer var i klassikeren Paris-Roubaix 2006, da han blev nr. 4.
Han blev efterfølgende diskvalificeret, sammen med 3 andre, for uregelmæssigt at have krydset en jernbaneoverskæring mens bommene var nede.
Derudover har han vundet en etape i Schweiz rundt 2007, samt en etape og den samlede sejr i etapeløbet Belgien Rundt 2007.
I 2007 blev han desuden Nr. 5 i Ronde van Vlaanderen (Flandern Rundt)
I 2008 blev han fyret fra sit daværende hold Astana, på grund af "unormale blodværdier" i Astanas interne dopingkontrol.